# أنطونيو ماتشادو سانتوس
أنطونيو ماتشادو سانتوس (بالبرتغالية: António Machado Santos) هو سياسي برتغالي، ولد في 10 يناير 1875 في لشبونة في البرتغال، وتوفي بنفس المكان في 19 أكتوبر 1921.